# Cetoconcha indica
Cetoconcha indica is een tweekleppigensoort uit de familie van de Cetoconchidae. De wetenschappelijke naam van de soort is voor het eerst geldig gepubliceerd in 1952 door Ray.